# Что случилось с Андресом Лапетеусом?
«Что случилось с Андресом Лапетеусом?» (эст. Mis juhtus Andres Lapeteusega?) — советский художественный фильм, снятый в 1966 году режиссёром Григорием Кромановым на студии Таллинфильм.
Экранизация романа «Происшествие с Андресом Лапетеусом» Пауля Куусберга.
Премьера фильма состоялась 20 марта 1966 года.

## Сюжет
Главный герой фильма — виновник автомобильной аварии, в результате которой погиб человек, и сам при этом получивший тяжёлые травмы, попадает в больницу. Находясь на больничной койке, Андрес Лапетеус заново оценивает прожитые годы и приходит к выводу, что вся его жизнь после войны — это длинная цепь мелких и крупных предательств фронтовых друзей и себя самого.

## В ролях
- Эйнари Коппель — Андрес Лапетеус (дублировал Игорь Ефимов)
- Ада Лундвер — Реет Лапетеус
- Ита Эвер — Хальви Каартна (дублировала Лидия Гурова)
- Хейно Мандри — Пыдрус (дублировал Адольф Шестаков)
- Кальё Кийск — Паювийдик (дублировал Леонид Быков)
- Рейно Арен — Виктор Хаавик
- Антс Эскола — Юрвен (дублировал — Ефим Копелян)
- Олев Эскола —
- Харди Тийдус — Саммелсельг
- Вольдемар Куслап —
- Прийт Ратас — организатор встречи
- Уно Лойт —  Роогас
- Хельги Салло — певица в ресторане
- Эха Сикк-Кард — эпизод
- Эльмар Кивило — эпизод